# Picada (cocina rioplatense)

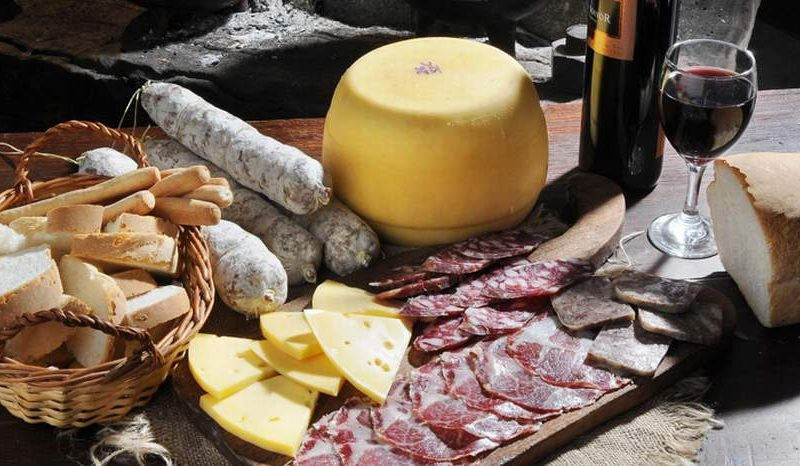
Picada cordobesa.

La picada es un plato entrante típico de la gastronomía argentina, paraguaya  y uruguaya, que se compone de varios alimentos servidos en pequeñas cantidades, y que deriva de la fusión de las tapas españolas y el antipasto italiano, que fueron introducidos por inmigrantes que llegaron masivamente a la región del Río de la Plata en los siglos XIX y XX.
Los diferentes ingredientes de una picada se distribuyen en platillos separados, o bien en una bandeja especial, de madera o metal, con varios compartimentos. No se trata de un plato individual, sino que todos los comensales se sirven de una misma picada, que puede ser consumida ya sea entre comidas, a modo de entrante o como plato principal cuando es de gran tamaño.
Tradicionalmente las picadas han tenido una gran proporción de productos cárnicos con gran aporte calórico, aunque en la actualidad se elaboran picadas dietéticas y ovolactovegetarianas e inclusive solo veganas.

## Ingredientes
La cantidad y variedad de los componentes de una picada puede ir desde unos pocos ingredientes básicos hasta una gran picada especial para varios comensales, que combina una bandeja central, varios platillos o cazuelas con alimentos calientes, una tabla de quesos y distintos tipos de pan.
Una picada típica suele incorporar variedad de embutidos secos, fiambres, quesos, aceitunas, panificados y snacks, en dados, láminas o pequeños trozos, como por ejemplo: salame (ya sea picado grueso, picado fino, salame de Milán, salamines, etcétera), mortadela, salchichón primavera, longaniza, varios snacks como maní salado, papas chips y palitos salados, además de queso semiduro, aceitunas, galletas saladas (galleta marina, cracker, etcétera), grisines y baguettes.

### Variantes
Además de los ingredientes básicos, una picada suele incorporar o sustituir ingredientes en función de los ingredientes disponibles regionalmente.
- Argentina: Algunos ingredientes distintivos de una picada argentina son el queso roquefort característico de la gastronomía argentina, el salame, ingredientes frescos como morrones y quesos locales como provolone, queso chubut y port salut, junto con una variedad amplia de snacks, entre los que se destacan el maní salado y las papas fritas.

- Uruguay: En la picada uruguaya se suelen incorporar además de los ingredientes básicos, longanizas, lomito ahumado, lionesa, morcillón, chorizo ruso, queso de chancho, butifarras, maní salado y queso colonia. Algunos bares de Montevideo como el Hispano, se destacan por servir picadas abundantes y de lo más variadas llegando a incluir pequeños porciones de pasta, buseca, milanesas, etc.

- Paraguay: En Paraguay es común preparar la picada con sopa paraguaya, chipá, chorizos y chinchulines asados, butifarra y queso Paraguay.

## Evolución
Ya cerca del presente siglo XXI los componentes de una picada han ido diversificándose, incorporando patés, pescados, cubos de surimi, diversos mariscos, garbanzos en salmuera, trozos de pepinillo a la vinagreta, semillas de girasol, champiñones, rebanadas de palmitos, dados de tortilla de papas, pickles, amaretti, huevos de codorniz duros, salchichas en rodajas, pulpo y calamar en pequeños bocados, camarones, mejillones  y snacks en general, como berenjenas en escabeche, cuscús, alcaparras, porciones de quesitos fundidos, pequeñas albóndigas de carne fritas, pequeñas croquetas, pequeños falafeles o albondiguillas de garbanzo, chorizos bombón o fetas de matambre arrollado. En cuanto a las papas fritas de elaboración industrial, por su consistencia y dimensiones pueden fácilmente constituir parte de una picada, como también pueden hacerlo otros diversos snacks industriales.
Los ingredientes pueden ser previamente ahumados, cocidos, lampreados, hervidos, fritos, sofritos, salteados, cocidos al vapor, salados, charqueados, salmuerados o a la vinagreta, o aliñados con aceto balsámico, jugo de limón, etcétera.
En el siglo XXI la picada tiene aún mayor posibilidad de componentes; por ejemplo se le pueden añadir rolls de masa hojaldrada  que envuelven a pequeños trozos de cantimpalo y/ó longaniza mixturados con queso fresco y con cebolla morada (tales rollos han de ser cocidos o, de un modo similar un disco de masa para torta pascualina fraccionado para envolver rodajas de salchichas de Viena,  embebidas en cualquiera de los siguientes condimentos o varios de los mismos: mostaza, chimichurri, salsa golf, salsa criolla e incluso ketchup).

## Costumbres

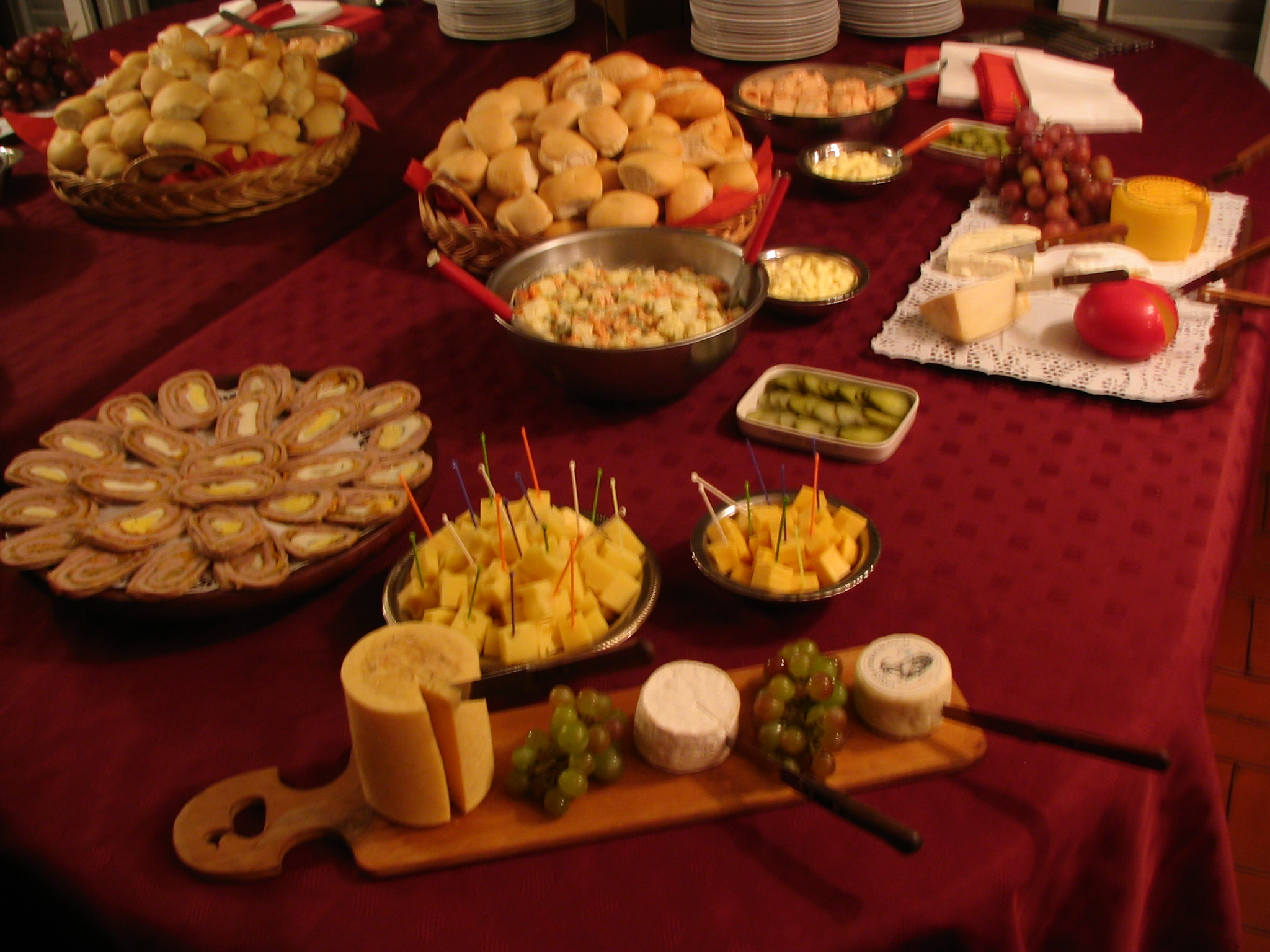
Picada argentina con pequeños pinchos para evitar tocar los ingredientes con los dedos. Notar, a la izquierda, el plato con finas fetas de matambre arrollado y, en la parte inferior, el añadido de uvas en una tabla de quesos, en la cual se destacan los quesos criollos duros y semiduros.

Uno de los aspectos principales de la picada es que los comensales pueden elegir a gusto los ingredientes que deseen, lo que es llamado «picar». Como tradicionalmente esto se hace con los dedos (aunque actualmente existe la tendencia a utilizar pequeños mondadientes de madera, o pinchos de plástico, etcétera, de uso individual), se evita el añadido de aceite o de salsas directamente a los ingredientes. En su lugar, en ocasiones se incluyen potes con mostaza u otras salsas para «mojar» el alimento elegido antes de llevarlo a la boca, tal como se hace con los dips. Las galletitas de agua, trozos de pan, grisines u otros ingredientes que puedan formar parte de una picada también pueden ser mojados o untados con salsas.
Antes de los años 1960, una variante de la picada era el copetín, más liviano que la picada en cuanto a alimentos sólidos, que se acompañaba de unas copas de vino, vermut o guindado. El típico copetín era consumido en las grandes ciudades argentinas y uruguayas por la gente adulta hacia la media tarde, en lugar de una merienda; pero como el ritmo de vida hizo difícil tal colación vespertina, con el tiempo se volvió infrecuente. Las picadas suelen consumirse en reuniones familiares o de amigos. También se realizan picadas habitualmente, aunque menos abundantes, antes de degustar un asado.